# Церковь Святой Марии (Шиен)
Церковь Святой Марии (норв. Mariakirken) — несохранившаяся лютеранская церковь в Шиене, фюльке Телемарк, Норвегия. Сгорела во время городского пожара в 1777 году. Взамен нее была построена церковь Кристиана.

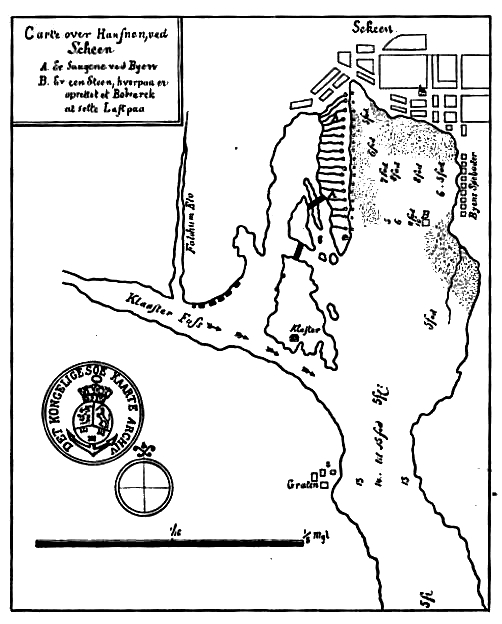
Карта Шиена, 1681 год. Справа сверху показана церковь

## История
Первое упоминание о церкви относится к 1296 году, где она названа Ecclesia St. Mariae de Skidu. Церкви принадлежало только семь ферм, из которых наиболее важной была Сённре Брекке (норв. Søndre Brekke). С таким небольшим количеством ферм, вероятно, не было большой прибыли для художественного оформления. Внутреннее помещение церкви имело почти квадратную форму. Во время политических волнений в 1463 году здание было сильно повреждено. В 1616 году начались работы по реконструкции, финансируемые за счет дополнительного налога. В 1640-х годах церковь была расширена на запад.
В 1652 году после третьего по счету городского пожара началось восстановление. Восемь лет спустя было завершено строительство нового церковного здания. В новой церкви было около 70 церковных стульев, 4 люстры, красная алтарная ткань, подсвечники и большая серебряная чаша. В конце XVII века церковь была расширена и приобрела крестообразную форму.
В ноябре 1777 году церковь сгорела во время пожара, и примерно в том же месте было возведено новое здание - церковь Кристиана, также крестообразной формы. После последнего городского пожара в 1886 году были найдены фрагменты желтого кирпича и фундаментная стена самой старой церкви Святой Марии, которые затем были снесены. 
В Мелумской церкви сохранился алтарь 1618 года с именами известных жителей Шиена, который первоначально располагался в церкви Святой Марии.